# Oskar Schindler
Oskar Schindler, nemški industrialec, * 28. april 1908, Svitavy (nemško: Zwittau), Avstro-Ogrska (danes Češka), † 9. oktober 1974, Hildesheim, Zahodna Nemčija.
Schindler je najbolj znan po tem, da je kot med II. svetovno vojno pred smrtjo v uničevalnih taboriščih rešil okrog 1200 Judov.
Med drugo svetovno vojno je sprva izkoriščal Jude, predvsem premožne, za delo v svoji tovarni. Kasneje, ko je videl, kako nacisti ravnajo z Judi, jim je začel pomagati tako, da je za svoje varovance nacističnim oblastem zatrjeval, da so nujno potrebni kot delavci v tovarni in jih s tem rešil pred holokavstom.
Za to ga je država Izrael imenovala za pravičnega med narodi. Bil je poklican, da posadi drevo na Aveniji pravičnosti. To drevo še vedno raste.
Po Oskarjevem medvojnem življenju je bil posnet tudi film z naslovom Schindlerjev seznam, ki ga je režiral Steven Spielberg. Verz iz talmuda pravi: Kdor reši eno življenje, reši cel svet.
Pokopan je na katoliškem pokopališču Mount Zion v Jeruzalemu v Izraelu.